# As Burgas
Las Burgas (v galicijščini As Burgas) so topli vrelci v mestu Ourense v Španiji. Iz njih izvirajo silicirane, fluorirane, litične in hipertermalne vode pri temperaturi med 64 in 68 ° C s pretokom 300 litrov na minuto. Te vode se uporabljajo za različne vrste kožnih bolezni, zlasti za srbečice.

## Opis
Izvor imena Burgas ni zelo jasen, za nekatere avtorje lahko izvira iz keltskega beru, kar pomeni vroče, vendar je najbolj sprejeta etimologija tista, ki navaja njen izvor iz latinščine burca, kar pomeni 'vedro', namigovanje na kopeli, ki so jih Rimljani uporabljali kot toplice.
Obstajajo trije izviri: Burga de Arriba, najstarejši, v slogu priljubljen in iz 17. stoletja, Burga do Medio, pritrjen na steno in v sodobnem slogu, s termalnim kompleksom in vhodom v leta 2010 odprt Centro de interpretación de las Burgas in Burga de Abaixo, v neoklasicističnem slogu iz 19. stoletja, z dvema stranskima iztokoma in bazenom v sredini, z drugim izlivom. V tem sklopu je tudi replika štirih rimskih oltarjev najdenih v mestu, prvi med njimi, ustvarjen v čast nimf tistih voda, ki jih ponuja Calpurnia Abana Aeboso, kar je prvo znano ime prebivalca mesta Orense.
Ti izviri so bili leta 1975 razglašeni za zgodovinsko-umetniško območje.
Kot zanimivost lahko komentiramo uporabo: prebivalci mesta so te vode uporabljali kot toplo vodo za okoliške hiše, za pekarne, ki so obkrožale območje in za usnjarsko obrt, ki je bila predhodnica njihovo industrije.
Izvor teh izvirov je pronicanje in filtriranje deževnice skozi lome tal do globine več kot dva kilometra. Tam jih ogreva notranja toplota planeta, razpad radioaktivnih izotopov v granitu in toplota samih zlomov. Njegove zdravilne lastnosti izvirajo ravno iz mešanice mineralov. Ena legenda pravi, da so rojeni pod kapelo Santo Cristo, v stolnici, druga pa, da jih povzroča počivajoči vulkan ob vznožju Montealegre in bi lahko v nekem trenutku eksplodiral.
S Svetim Kristusom in rimskim mostom je eden od simbolov prestolnice Orense, ki se je imenovala mesto Burgas.
V začetku leta 2005 so zaradi nepooblaščenih izkopavanj, povezanih z izgradnjo novega zdravilišča, izvrtali enega od vodnjakov, ki napajajo Burgas, pri čemer je izgubil 40 % izvira, enega od glavnih virov vrelcev pa posušil. To dejstvo, ki se je zgodilo šele v potresu v Lizboni leta 1755, je deloma spodbudilo začetek odloka, da ga je Hunta de Galicia razglasila za zgodovinsko mesto Burgas kot območje kulturnega pomena (Bien de Interés Cultural del sitio histórico de las Burgas), kar je bilo sprejeto leta 2007.

## Zgodovina
Na arheološkem območju Las Burgas sta od sredine 1. stoletja našega štetja sočasno obstajali dve vrsti rabe teh voda. Ena je tista, ki jo najdemo v stavbi z bazenom v Casa de los Hornos. Postrežejo ga iz istega izvira kot Burga de Arriba. Tako se preverja neprekinjena uporaba toplotne energije 2000 let. Pomembna pa je zdravilna moč, ki jo pripisujejo predrimskemu domorodnemu bogu Revveju Anabaraegu.
Slava tega bazena - svetišča je morala biti znana po denarju, ki so ga antični romarji ponujali temu bogu, njegov vpliv pa je presegal meje Gallaecie.
Svetišče je bilo v uporabi med sredino 1. in 2. stoletja in se je kasneje preoblikovalo v sobo s hipokavstom. Po reformi je delovalo do 3. stoletja našega štetja.
Poleg zdravstvenega kompleksa in drugih kopeli so se v 1990-ih na dvorišču šole San José in v zadnjem delu rúa do Vilar pojavile običajno rimske termalne sobe (apodyterium, kaldarij, tepidarij, frigidarij) in druge za parne kopeli, masaže, palestra ... Poleg teh gradenj so bile tudi poznorimske grobnice iz 4. stoletja našega štetja.
Njihova uporaba ni izginila s klasičnim svetom, ampak so jih v srednjem veku uporabljali Cerkev in mestni svet.
V moderni dobi so oskrbovali občinsko klavnico (16. stoletje) do rušitve leta 1927. V sodobni dobi ima mesto več projektov za terme. To sta avtorja Daniel Vazquez-Gulías in Manuel Conde Fidalgo v "kopališču Outeiro", pa tudi projekt Gran Balneario, ki ga je leta 1925 zasnoval D. Pedro García Faria.

## Sestava
Sestava burgaške vode je po analizi zdravnikov Souto in Vermello leta 1990 naslednja:
- pH .................... 7.56
- Posušeni ostanek .......... 649,2 mg / l
- Litij ................. 1,14 mg / l
- Natrij ................. 102,2 mg / l
- Kalij ............... 8,15 mg / l
- Rubidij ............... 0,16 mg / l
- Cezij ................. 0,11 mg / l
- Kalcij ................ 11,2 mg / l
- Magnezij .............. 0,69 mg / l
- Boro .................. 1,24 mg / l
- Klorid ............... 25,0 mg / l
- Fluor .............. 13,49 mg / l
- Bikarbonat ........... 462 mg / l
- Nitrat ............... 0,33 mg / l
- Silica ................ 71,8 mg / l

## Galerija
- Vrtovi las Burgas.
- Burga de Abaixo.
- Burga de Abaixo.
- Burga de Abaixo.
- Burga de Abaixo.
- Glavni izvir Burga de Abaixo.
- Stranski izvir Burga de Abaixo.
- Ribnik z latinskim napisom Calpurnia...